# (307) Ника
(307) Ника (др.-греч. Νίκη) — астероид главного пояса, который был открыт 5 марта 1891 года французским астрономом Огюстом Шарлуа в обсерватории Ниццы и назван в честь Ники, богини победы согласно древнегреческой мифологии, а также греческим названием города, в котором он был открыт.

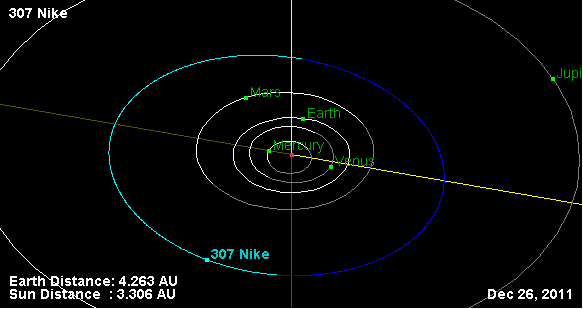
Орбита астероида Ника и его положение в Солнечной системе

2 декабря 1972 года беспилотный космический аппарат Пионер-10, пересекая главный пояс астероидов, прошёл мимо астероида (307) Ника на расстоянии 8,8 млн км.